# أنا أحبك حتى الموت
أنا أحبك حتى الموت (I Love You to Death)، هو فيلم درامي كوميدي أمريكي أنتج بواسطة لورانس كازدان في عام 1990. مثل في الفيلم كيفين كلاين، ويليام هورت، وجوان بلو رايت. يعبر الفيلم عن كوميديا رومانسية عن «جوي»، الذي يمتلك مطعما المؤكولات وهو يخون زوجته Rosalie باستمرارمع النساء الجميلات وعندما تعرف الزوجة تنهار ويخونها شعوره الذي اهانه جوى ويهمس الشيطان في ذهنها بقتله للانتقام وتقرر أن تنتقم انتقام شديد لكرامتها التي أهانها «جوي» بخياناته معهن النساء اللواتي خانها معهن حتى ولو كان ثمن هذا الانتقام هو الدم المرير.

## وصلات خارجية
- أنا أحبك حتى الموت على موقع IMDb (الإنجليزية)
- أنا أحبك حتى الموت على موقع ميتاكريتيك (الإنجليزية)
- أنا أحبك حتى الموت على موقع روتن توميتوز (الإنجليزية)
- أنا أحبك حتى الموت على موقع نتفليكس (الإنجليزية)
- أنا أحبك حتى الموت على موقع قاعدة بيانات الأفلام العربية
- أنا أحبك حتى الموت على موقع ألو سيني (الفرنسية)
- أنا أحبك حتى الموت على موقع Turner Classic Movies (الإنجليزية)
- أنا أحبك حتى الموت على موقع أول موفي (الإنجليزية)
- أنا أحبك حتى الموت على موقع بوكس أوفيس موجو (الإنجليزية)
- أنا أحبك حتى الموت على موقع فيلمافينيتي (الإسبانية)

1. ↑  وصلة مرجع: http://www.imdb.com/title/tt0099819/. الوصول: 15 أبريل 2016.
2. ↑  وصلة مرجع: http://www.metacritic.com/movie/i-love-you-to-death. الوصول: 15 أبريل 2016.